# Giorgio Longo

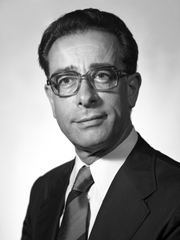
Longo, fotografiert 1976 als neugewählter Senator

Giorgio Longo (* 11. Januar 1924 in Venedig; † 15. Januar 2020 in Mestre) war von seiner Wahl am 12. Mai 1970 bis zum 21. Dezember 1975 Bürgermeister Venedigs. Er löste damit den ebenfalls der Democrazia Cristiana angehörenden Giovanni Favaretto Fisca ab, um eine Mitte-links-Regierung zu führen. Von 1976 bis 1983 war er Senator in Rom, dann wieder in Venedig, wo er von 1984 bis 1986 als Provveditore al porto für den Hafen zuständig war. Er kündigte als Bürgermeister an, von seinem Amt zurückzutreten, weil er mit seinem Vorhaben, die Kommunistische Partei in die Regierung zu holen, gescheitert war.
Außerhalb Venedigs galt Longo als Verfechter einer rücksichtslosen Industrialisierungspolitik.

## Leben
Longos Gemeinde war San Canzian, die Kirche, in der er auch beigesetzt wurde.
Während des Zweiten Weltkrieges nahm Longo als Partisan an der Bekämpfung der deutschen Besatzung in den letzten beiden Kriegsjahren teil.
Bei den Wahlen von 1970 wurde Giorgio Longo Bürgermeister, wie sein Vorgänger Christdemokrat, während Mario Rigo Consigliere Comunale und zugleich Vizebürgermeister (Vicesindaco) derselben Koalition aus Democrazia Cristiana, Partito Socialista Italiano und Partito Socialista Democratico Italiano wurde. Bei den Wahlen erhielten die Democrazia Cristiana 31,6 %, der Partito Comunista Italiano 27,6 % und der PSI 11,7 %. Rigo folgte Longo im Amt des Bürgermeisters.
In Longos Amtszeit entstand der Aquädukt von Marghera, der Palasport des Arsenals, benannt nach dem Nachkriegsbürgermeister Giobatta Gianquinto. Andererseits entstand während dieser Zeit erstmals in Italien ein Assessorato di ecologia, eine Umweltbehörde. 1973 wurde das Sondergesetz für Venedig durchgesetzt, das ausdrücklich der Rettung der Stadt (salvaguardia) dienen sollte. Am 21. Februar 1973 kam es zu einem vierstündigen Streik gegen dieses Sondergesetz für Venedig, weil die Umweltschäden der Industrie keine Berücksichtigung fanden; am 10. April begannen dort Arbeitskämpfe. Dennoch wurde das Gesetz am 16. April 1973 angenommen.
Bis 1982 war er Leiter der EWG-Delegation bei der OSZE, der IAEO und den Vereinten Nationen in Wien.